# 2008 у науці
Генеральна Асамблея ООН проголосила 2008 рік Міжнародним роком мов.

## Відкриття

### Перепрограмування клітин
2008 року ученим вдалося отримати стовбурові клітини з тканин людей, хворих маловивченими захворюваннями, що відкриває нові можливості для вивчення цих хвороб. Ще одна група вчених за допомогою цієї технології змогла безпосередньо перетворити один з типів клітин підшлункової залози миші на інший.

### Планети інших зірок
У 2008 році астрономи вперше змогли побачити планети інших зірок. Раніше це не вдавалося через вкрай слабке світло планет, яке «заглушало» випромінювання зірки. За допомогою телескопів «Keck» і «Gemini» учені змогли отримати зображення відразу трьох планет зірки HR 8799 в сузір'ї Пегаса, розташованого за 130 світлових років від Землі.
У листопаді інша група астрономів оголосила, що за допомогою орбітального телескопа Hubble їм вдалося отримати зображення планети усередині пилового поясу зірки Фомальгаут за 25 світлових років від Землі, в сузір'ї Південної Риби.

### Розширений список ракових мутацій
У 2008 році ученим вдалося значно розширити перелік генетичних мутацій, що викликають появу ракових пухлин. За допомогою розшифрування генома клітин різних типів раку були виявлені гени, пошкодження яких викликає зростання пухлини.

### Нове сімейство надпровідників
На початку року учені оголосила про створення нового типу надпровідників на базі сполук заліза з температурою втрати опору 55 градусів вищою за абсолютний нуль (рекорд для традиційних надпровідників становить 138 градусів).

### Спостереження за білками
Про існування білкових молекул відомо вже понад сто років, проте лише цього року біохімікам вдалося побачити їх у дії. В ході експерименту учені поспостерігали за процесом пов'язання білків з іншими молекулами, що пов'язане із станом клітин і процесом обміну речовин. Були виявлені механізми, котрі лежать в основі цього процесу.

### Полегшення електролізу води
Група американських учених створила новий каталізатор на базі фосфору і кобальту, у присутності якого значно полегшується електроліз води. Колишні типи каталізаторів робилися на базі дорогих матеріалів, наприклад з платини. Дешева альтернатива дозволяє використовувати воду як електричний акумулятор — отриманий при електролізі води водень може бути спалений в паливних елементах і перетворений на електрику.

### Відеозйомка ембріона
Німецькі учені за допомогою лазерного сканування змогли простежити за рухом близько 16 тисяч клітин зародка рибки даніо реріо, а потім відтворити цю картину за допомогою комп'ютера.

### Перетворення жирових клітин на м'язові
Про існування двох типів жирової тканини — коричневої і білої — відомо вже понад 400 років. З ожирінням пов'язані білі жирові клітини. Довгий час вважалося, що обидва типи жиру утворюються з одних і тих же клітин. Учені спробували впливати на гени коричневих клітин і перетворити їх на білі. Результат виявився несподіваним — коричневі жирові клітини перетворювалися на м'язові і навпаки. Фахівці розраховують, що це допоможе створити принципово нові методи боротьби з ожирінням.

### Фізики теоретично зважили протон
Фізики заново зважили протон, проте цього разу не буквально визначивши масу частинки, що було зроблене достатньо давно, а теоретично підрахувавши її масу на основі існуючих уявлень — так званої «Стандартної моделі». Отримані результати збіглися з практикою, ще раз підтвердивши правильність теорії.

### Швидка дешифровка генів
Процес розшифрування генів живих організмів став значно дешевший і швидший з моменту завершення проекту розшифровки генома людини. Цього року ученим, зокрема, вдалося розшифрувати 80% генома мамонта, отримані попередні результати розшифрування гена неандертальця.

## Наукові нагороди 2008 року

### Нобелівська премія
- З фізики — Кобаясі Макото (Японія), Масукава Тосіхіде (Японія) і Намбу Йоїтіро (США) — «За встановлення походження симетрії, що передбачає існування в природі щонайменше трьох сімейств кварків»
- З хімії: Мартін Чалфі (США), Осаму Сімомура (США) і Роджер Цянь (США) — «За відкриття та розробку зеленого флюоресцентного білка (GFP)»
- З медицини та фізіології: Люк Монтаньє (Франція), Франсуаза Барр-Сінуссі (Франція) і Гаральд цур Гаузен (Німеччина) — «За вивчення вірусу імунодефіциту людини (ВІЛ) і папіломавірусу».
- З економіки: Пол Кругман (США) — «за дослідження в області структури торгівлі і розміщення виробництва»

### Абелівська премія
Джон Ґріґґз Томпсон (США) і Жак Тітса (Франція) «За глибокі досягнення в алгебрі, зокрема за надання сучасної форми теорії груп».

### Золота медаль імені В. І. Вернадського Національної академії наук України
- Бар'яхтар Віктор Григорович — за видатні досягнення в галузі теорії твердого тіла і статистичної фізики
- Кадишевський Володимир Георгійович (Росія) — за видатні досягнення в галузі теорії елементарних частинок та квантової теорії поля

### Премії НАН України імені видатних учених України
Докладніше: Премії НАН України імені видатних учених України — лауреати 2008 року

### Державна премія України в галузі науки і техніки
Докладніше: Державна премія України в галузі науки і техніки — лауреати 2008 року

## Померли
- 23 січня — Архип Григорович Данилюк (нар. 13 березня 1941) — український етнограф, географ-краєзнавець, кандидат історичних наук, доцент Львівського національного університету
- 3 березня — Дмитро Євгенович Бабляк (нар. 27 вересня 1930) — український лікар-хірург, доктор медичних наук, професор, лауреат Державної премії України в галузі науки та техніки
- 31 березня — Гальшка Осмульська (нар. 15 вересня 1930) — польська палеонтолог, професор
- 13 квітня — Джон Арчибальд Вілер (нар. 9 липня 1911) — американський фізик-теоретик, член Національної академії наук США
- 16 квітня — Едвард Лоренц (нар. 23 травня 1917) — американський математик і метеоролог, один із творців теорії хаосу
- 29 квітня — Альберт Гофманн (нар. 11 січня 1906) — швейцарський хімік і літератор, широко відомий як «батько» ЛСД
- 5 травня — Гурій Васильович Бухало (нар. 31 березня 1932) — український історик, краєзнавець, професор
- 5 травня — Павло Данилович Ґудзь (нар. 28 вересня 1919) — заслужений діяч науки РРФСР, доктор військових наук, професор
- 6 травня — Алла Генріхівна Масевич (нар. 9 жовтня 1918) — радянський астроном, лауреат Державної премії СРСР
- 15 травня — Вілліс Юджин Лемб (нар. 12 липня 1913) — американський фізик, лауреат Нобелівської премії з фізики (1955)
- 31 травня — В'ячеслав Сергійович Палкін (нар. 6 вересня 1935) — професор, завідувач кафедри хорового диригування Харківського державного університету мистецтв ім. І. П. Котляревського, Заслужений діяч мистецтв України
- 14 червня — Юрій Олексійович Митропольський (нар. 3 січня 1917) — український математик і механік, академік НАН України, Заслужений діяч науки УРСР, Герой України, Герой Соціалістичної Праці, доктор технічних наук
- 24 червня — Леонід Гурвич (нар. 21 серпня 1917) — американський економіст, лауреат Нобелівської премії з економіки (2007)
- 7 липня — Моргун Федір Трохимович (нар. 9 травня 1924) — радянський і український учений-аграрій, економіст, господарник, письменник і публіцист
- 12 липня — Наталія Миколаївна Юсова (нар. 21 червня 1972) — український історик, дослідниця східноєвропейської історіографії XIX—ХХ століть
- 13 липня — Броніслав Геремек (нар. 6 березня 1932) — польський історик і політик
- 21 липня — Олег Васильович Сухобоков (нар. 26 жовтня 1937) — учений-славіст, археолог, дослідник слов'янської та давньоруської історії, доктор історичних наук
- 22 липня — Анатолій Улянович Клімик (нар. 14 квітня 1939) — український математик, доктор фізико-математичних наук
- 23 серпня — Томас Гакл Веллер (нар. 15 червня) — американський вірусолог, лауреат Нобелівської премії з фізіології і медицини (1954)
- 23 серпня — Олександр Мефодійович Маринич (нар. 4 вересня 1920) — географ-геоморфолог, член-кореспондент НАН України, доктор географічних наук, професор
- 22 вересня — Григорій Васькович (нар. 12 грудня 1919) — один із засновників ТУСМ ім. М. Міхновського, професор, декан і проректор Українського Вільного Університету у Мюнхені, член ОУН
- 2 жовтня — Микола Борисович Петров (нар. 25 грудня 1952) — український історик, археолог, краєзнавець
- 8 жовтня — Джордж Еміль Паладе (нар. 19 листопада 1912) — американський фахівець з клітинної біології, лауреат Нобелівської премії з фізіології і медицини (1974)
- 1 листопада — Жак Пікар (нар. 28 липня 1922) — швейцарський океанолог, один з двох людей, хто побував на дні Маріанської западини
- 20 листопада — Світлана Олександрівна Плетньова (нар. 1 квітня 1926) — російський археолог, доктор історичних наук, професор
- 28 листопада — Олексій Ігорович Навроцький (нар. 17 червня 1958)  — проректор Харківського національного університету ім. В. Н. Каразина, доктор соціологічних наук, професор
- 2 грудня — Мойсей Гораційович Зельдович (нар. 1 серпня 1919) — український літературознавець, доктор філологічних наук, професор
- 12 грудня — Деніел Карлтон Ґайдашек (нар. 9 вересня 1923) — американський педіатр і вірусолог, лауреат Нобелівської премії з фізіології та медицини (1976)
- 30 грудня — Василь Іванович Верига (нар. 3 січня 1922) — український громадський діяч, історик, журналіст, редактор